# 林田哲雄
林田 哲雄（はやしだ てつお、1899年（明治32年）10月6日 ‐ 1958年（昭和33年）2月14日） は、大正から昭和期の農民運動家・政治家。衆議院議員。

## 経歴
愛媛県周桑郡小松村新屋敷（小松町新屋敷を経て現西条市小松町新屋敷）で、明勝寺住職・林田孝純の二男として生まれた。幼くして父が死去し母に養育された。小松小学校、西条中学校（現愛媛県立西条高等学校）を経て大谷大学に進学。1922年（大正11年）全国水平社創立大会に参加し、大学を中退して帰郷し水平運動を起こした。
1922年設立の日本農民組合に1923年（大正12年）に加わり農民運動を推進し、1925年（大正14年）別子銅山大争議を支援した。1926年（大正15年）4月、日本農民組合愛媛県連合会を組織し会長に就任。同年、労働農民党愛媛県連合会を結成。1927年（昭和2年）日本農民組合中央執行委員、労働農民党中央委員に就任。1928年（昭和3年）2月の第16回衆議院議員総選挙で愛媛県第2区に労働農民党候補として小岩井浄を擁立し落選したが8430票を得た。その直後に検挙され、1930年（昭和5年）八・一五事件で2年8ヵ月の刑となり、その他、東予地方の小作争議指導により通算70余回の検束と5年2ヶ月の入獄を経験した。
1938年（昭和13年）小松町会議員に選出された。戦後、日本社会党に加わり同愛媛県支部連合会初代会長に就任。1946年（昭和21年）4月、第22回総選挙で愛媛県全県区から社会党公認で出馬して当選し、衆議院議員に1期在任した。この間、社会党中央執行委員などを務めた。その他、小松町信用組合監事、愛媛県農地委員、同県失業対策委員などにも在任した
農民運動の再編成に尽力したが、病のため1958年2月に死去した。

## 国政選挙歴
- 第20回衆議院議員総選挙（愛媛県第2区、1937年4月、社会大衆党公認）次点落選[7]
- 第21回衆議院議員総選挙（愛媛県第2区、1942年4月、非推薦）落選[8]
- 第22回衆議院議員総選挙（愛媛県全県区、1946年4月、日本社会党公認）当選[1][2][6]
- 第23回衆議院議員総選挙（愛媛県第2区、1947年4月、日本社会党公認）次点落選[9]
- 第24回衆議院議員総選挙（愛媛県第2区、1949年1月、日本社会党）落選[10]
- 第27回衆議院議員総選挙（愛媛県第2区、1955年2月、無所属）落選[11]

## 親族
- 妻 林田末子（1905年 - 1945年、労農運動家）[2]